# Lista ambasadorilor României în Regatul Unit
Ambasadorii României la Curtea St James sunt reprezentanții oficiali ai României în Regatul Unit al Marii Britanii și al Irlandei de Nord.
Între 1869-1963 ei au purtat titlul de miniștri plenipotențiari (sau legați), iar din 1963 titlul de ambasadori extraordinari și plenipotențiari.

## Lista ambasadorilor
| Agrement diplomatic | Ambasador                  | Observații                               | Lista șefilor de stat ai României | Lista prim-miniștrilor Regatului Unit            | Până la           |
| ------------------- | -------------------------- | ---------------------------------------- | --------------------------------- | ------------------------------------------------ | ----------------- |
| 28 noiembrie 1869   | Nicolae Calimachi-Catargiu |                                          | Carol I al României               | William Ewart Gladstone                          | 11 martie 1871    |
| 04 mai 1880         | Nicolae Calimachi-Catargiu |                                          | Carol I al României               | William Ewart Gladstone                          | 01 iulie 1881     |
| 01 iulie 1881       | Ion Ghica                  |                                          | Carol I al României               | William Ewart Gladstone                          | 01 martie 1891    |
| 01 martie 1891      | Alexandru Plagino          |                                          | Carol I al României               | Robert Gascoyne-Cecil, 3rd Marquess of Salisbury | 31 martie 1893    |
| 31 martie 1893      | Ion Bălăceanu              |                                          | Carol I al României               | William Ewart Gladstone                          | 01 decembrie 1900 |
| 01 decembrie 1900   | Alexandru C. Catargi       |                                          | Carol I al României               | Robert Gascoyne-Cecil, 3rd Marquess of Salisbury | 13 octombrie 1911 |
| 01 noiembrie 1911   | Gheorghe Manu              | Constantin G. Manu                       | Carol I al României               | H. H. Asquith                                    | 05 decembrie 1912 |
| 05 decembrie 1912   | Nicolae Mișu               |                                          | Carol I al României               | H. H. Asquith                                    | 15 octombrie 1919 |
| 16 decembrie 1921   | Nicolae Titulescu          |                                          | Ferdinand I al României           | David Lloyd George                               | 06 iulie 1927     |
| 09 septembrie 1928  | Nicolae Titulescu          |                                          | Mihai I al României               | Stanley Baldwin                                  | 20 octombrie 1932 |
| 29 august 1936      | Nicolae Titulescu          |                                          | Carol al II-lea al României       | Stanley Baldwin                                  | 01 noiembrie 1936 |
| 01 noiembrie 1936   | Vasile Grigorcea           | Basile Grigorcea                         | Carol al II-lea al României       | Stanley Baldwin                                  | 20 noiembrie 1938 |
| 1936                | Matila Ghyka               |                                          | Carol al II-lea al României       | Stanley Baldwin                                  | 1938              |
| 02 februarie 1939   | Viorel Tilea               |                                          | Carol al II-lea al României       | Neville Chamberlain                              | 1940              |
| 1939                | Matila Ghyka               |                                          | Carol al II-lea al României       | Neville Chamberlain                              | 1940              |
| 1940                | Radu Florescu              |                                          | Mihai I al României               | Winston Churchill                                |                   |
| 1946                | Richard Franasovici        |                                          | Mihai I al României               | Clement Attlee                                   | 1947              |
| 1947                | George Macovescu           |                                          | Constantin Ion Parhon             | Clement Attlee                                   | 1949              |
| 1947                | Nicolai Cioroiu            |                                          | Constantin Ion Parhon             | Clement Attlee                                   | 1952              |
| 1953                | Pavel Babuci               |                                          | Petru Groza                       | Winston Churchill                                | 1656              |
| 1956                | Nicolai Korcinski          |                                          | Petru Groza                       | Anthony Eden                                     | 1957              |
| 1957                | Petre Bălăceanu            |                                          | Petru Groza                       | Harold Macmillan                                 | 1961              |
| 1961                | Alexandru Lăzăreanu        |                                          | Gheorghe Gheorghiu-Dej            | Harold Macmillan                                 | 1964              |
| 1964                | Alexandru Lăzăreanu        | Ambasador Extraordinar și Plenipotențiar | Gheorghe Gheorghiu-Dej            | Harold Wilson                                    | 1966              |
| 1966                | Vasile Pungan              |                                          | Chivu Stoica                      | Harold Wilson                                    | 1972              |
| 1972                | Pretor Popa                |                                          | Nicolae Ceaușescu                 | Edward Heath                                     | 1980              |
| 1980                | Vasile Gliga               |                                          | Nicolae Ceaușescu                 | Margaret Thatcher                                | 1986              |
| 1986                | Stan Soare                 |                                          | Nicolae Ceaușescu                 | Margaret Thatcher                                | 13 ianuarie 1990  |
| 1990                | Sergiu Celac               |                                          | Ion Iliescu                       | John Major                                       | 1996              |
| 13 iunie 2001       | Radu Onofrei               |                                          | Ion Iliescu                       | Tony Blair                                       |                   |
| 29 noiembrie 2002   | Dan Ghibernea              |                                          | Ion Iliescu                       | Tony Blair                                       | 18 iulie 2006     |
| 2008                | Ion Jinga                  |                                          | Traian Băsescu                    | Gordon Brown                                     | 2015              |
| 11 septembrie 2015  | Mihnea Motoc               |                                          | Klaus Iohannis                    | David Cameron                                    | 17 noiembrie 2015 |
| 08 iunie 2016       | Dan Mihalache              |                                          | Klaus Iohannis                    | David Cameron                                    |                   |